# Lungrig Namgyal
Khensur Lungrig Namgyel (Kham (Tibet), 1927) was de 101ste Ganden tripa van 2003 tot 2009 en daarmee de hoofdabt van het klooster Ganden en hoogste geestelijke in de gelugtraditie in het Tibetaans boeddhisme. Hij is een tulku in de linie Ridzong Setrül.

## Levensloop
Op een leeftijd van acht jaar werd Lungrig Namgyel ingewijd tot monnik.
Hij wijdde zijn leven vijftig jaar lang aan meditatieve praktijk en studie, waarna hij in 1983 door de veertiende dalai lama werd benoemd tot abt van het tantrische college Gyütö. In 1980 stichtte hij het dharmacentrum Thar Deu Ling in Parijs, waar hij sindsdien woont.
In 1986 werd hij door de dalai lama benoemd tot speciaal afgezant voor de oecumenische bijeenkomsten in Assisi in Italië die bijeen waren geroepen door paus Johannes Paulus II.
In 1992 werd hij benoemd tot abt van de monastieke universiteit Ganden Shartse. In 2003 werd hij benoemd tot de 101e ganden tripa, het hoogste ambt in de gelugtraditie.